# Viticoltura in Slovacchia
La viticoltura in Slovacchia vanta una tradizione millenaria che nel corso dei secoli ha plasmato la cultura e l'economia del paese. Oggi la Slovacchia offre una varietà di vini distintivi prodotti in diverse regioni vitivinicole, ciascuna con caratteristiche uniche. La Slovacchia è conosciuta soprattutto per i suoi vini bianchi freschi, ma negli ultimi anni ha guadagnato attenzione per la crescente qualità dei suoi vini rossi e naturali.

## Storia
Le prime tracce della viticoltura sul territorio slovacco risalgono all'epoca romana quando i soldati e coloni dell'Impero portarono la vite nelle regioni più favorevoli alla sua coltivazione. Scavi archeologici hanno rivelato utensili e semi di vite databili al VII secolo d.C. confermando la presenza di una tradizione vinicola antica. Durante il Medioevo la viticoltura si sviluppò ulteriormente grazie alla colonizzazione tedesca, in particolare nelle regioni intorno ai Piccoli Carpazi e nella valle del fiume Váh. I monaci, che avevano un ruolo fondamentale nella diffusione della coltivazione della vite, contribuirono a migliorare le tecniche di vinificazione e a selezionare le varietà più adatte al clima locale.
Nel XIII secolo i vini slovacchi iniziarono a essere riconosciuti al di fuori del territorio, specialmente il famoso "Račianska Frankovka", un vino apprezzato alla corte di Maria Teresa d'Austria. Tuttavia, nel XX secolo, la viticoltura slovacca affrontò sfide significative: l'infestazione della fillossera distrusse gran parte dei vigneti e durante il periodo comunista la produzione si concentrò sulla quantità piuttosto che sulla qualità. Dopo la caduta del comunismo nel 1989, una nuova generazione di viticoltori ha iniziato a riscoprire e valorizzare le tradizioni enologiche del paese.

## Clima
Situata vicino al limite settentrionale della viticoltura commerciale, la Slovacchia presenta un clima continentale ideale per la produzione di vini bianchi freschi, rosati vivaci e rossi con una combinazione vincente di acidità fresca e frutta. Le regioni vinicole si trovano principalmente al sud tipicamente su siti esposti a sud ai piedi delle montagne.

## Regioni Vitivinicole

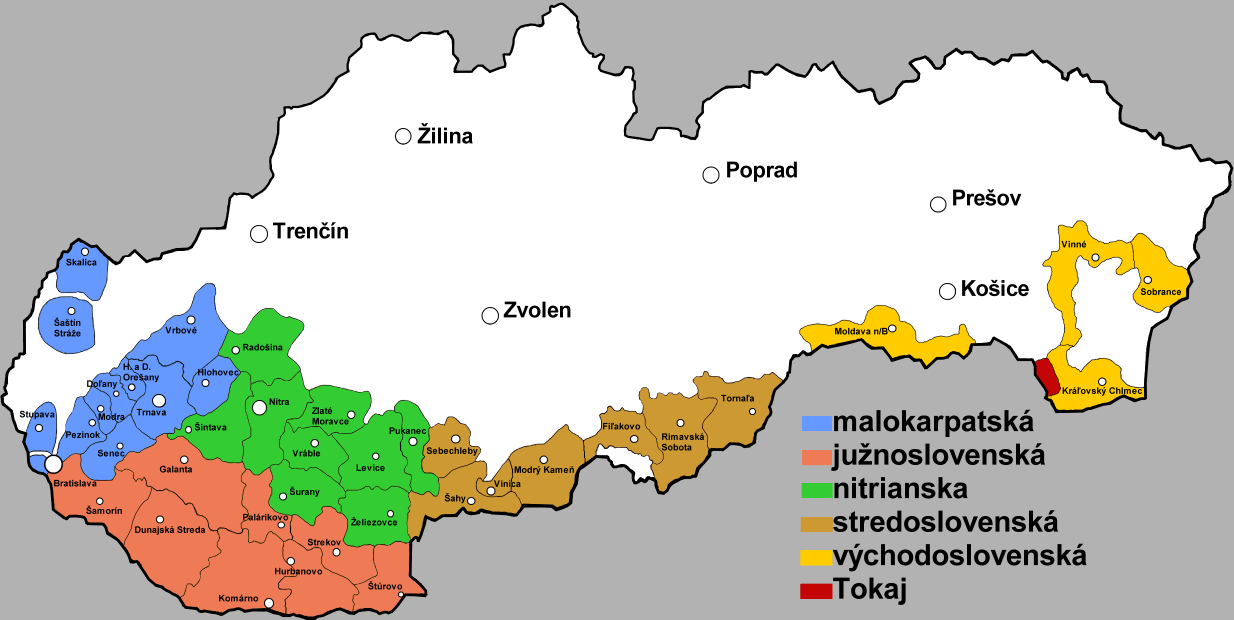
Regioni vitivinicole in Slovacchia.

La Slovacchia è suddivisa in sei principali regioni vitivinicole, ognuna con caratteristiche geologiche e climatiche che influenzano la qualità e il tipo di vino prodotto. Queste regioni sono situate principalmente nella parte meridionale del paese dove il clima più caldo permette una maturazione ottimale delle uve e sono un elemento fondamentale della tradizione vinicola slovacca continuando a evolversi, con un crescente interesse per la produzione di vini naturali e sostenibili.

### Piccoli Carpazi (Malokarpatská)
La regione dei Piccoli Carpazi, situata a ovest del paese, è una delle più importanti dal punto di vista vitivinicolo rappresentando quasi la metà della produzione vinicola slovacca. I terreni sono composti da granito e argilla ben drenati ideali per varietà come il Grüner Veltliner, il Riesling e il Blaufränkisch. La regione è caratterizzata da un clima fresco e da terreni collinari che favoriscono vini aromatici e minerali.

### Slovacchia Meridionale (Južnoslovenská)
Questa regione si trova nella parte sud del paese a ridosso del fiume Danubio ed è la zona vitivinicola più calda della Slovacchia. I suoli sono ricchi di sedimenti alluvionali che favoriscono la maturazione di varietà a maturazione tardiva. Il clima favorevole permette una produzione abbondante di vini bianchi freschi e aromatici, ma anche di vini rossi strutturati.

### Nitra (Nitrianska)
La regione di Nitra, situata nella parte centrale del paese, è caratterizzata da suoli calcarei e sedimenti antichi che favoriscono la coltivazione di uve di alta qualità. I vigneti sono esposti a sud e beneficiano di una buona esposizione solare, con un clima secco e inverni freddi che creano le condizioni ideali per la produzione di vini di ghiaccio. Tra le varietà più comuni vi sono il Welschriesling e il Riesling.

### Slovacchia Centrale (Stredné Slovensko)
Situata nel cuore del paese, la Slovacchia centrale è conosciuta per i suoi terreni calcarei e la produzione di vini di alta qualità. Il clima qui è più fresco rispetto ad altre zone vitivinicole il che favorisce la produzione di vini bianchi freschi, ma anche rossi leggeri e aromatici. Il Riesling e il Pinot nero sono tra le varietà più comuni.

### Slovacchia Orientale (Východné Slovensko)
La regione orientale della Slovacchia, situata vicino al confine con l'Ungheria, è caratterizzata da un clima più continentale e da terreni argillosi che favoriscono la coltivazione di uve rosse. Tra i vitigni principali troviamo il Blaufränkisch e il Cabernet Sauvignon che producono vini rossi di buona struttura.

### Regione del Tokaj slovacco
Questa piccola regione, che si estende sul confine con l'Ungheria, è celebre per la produzione di vini dolci, in particolare il famoso Tokaji. Il clima mite e i terreni vulcanici sono ideali per la coltivazione delle varietà Furmint e Hárslevelü, che danno vita ai rinomati vini dolci del Tokaj, caratterizzati da una complessità e una ricchezza uniche.

## Vitigni

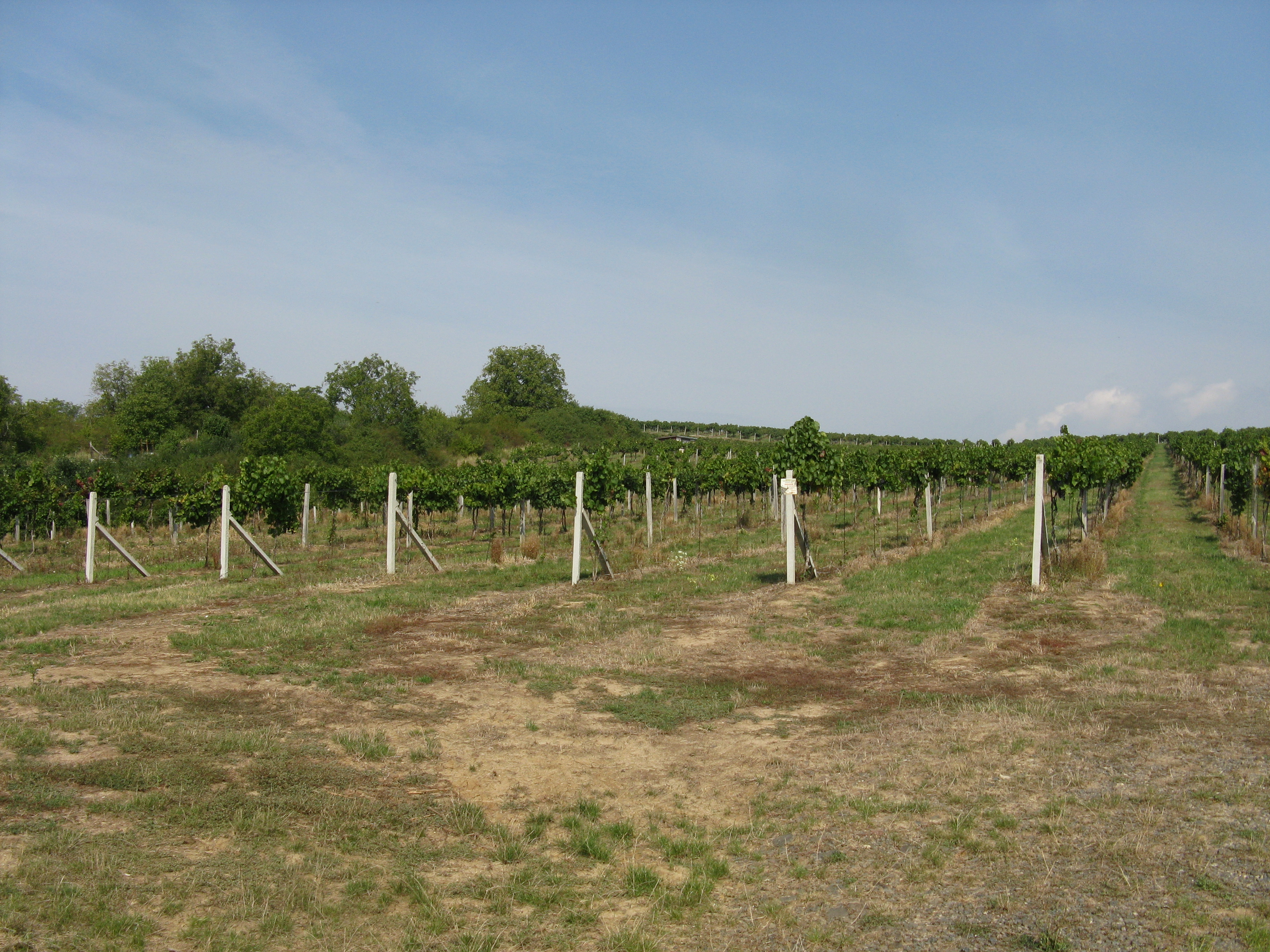
Un vigneto a Brhlovce.

La Slovacchia è conosciuta per una varietà di vitigni tradizionali e internazionali che prosperano nel suo clima fresco e continentale. Le varietà più coltivate includono sia vitigni autoctoni che varietà internazionali, che riflettono la diversità e la ricchezza del terroir slovacco.

### Vitigni Autoctoni
- Veltliner verde (Grüner Veltliner): una delle varietà più rappresentative della Slovacchia particolarmente diffusa nei Piccoli Carpazi e in altre regioni come la Slovacchia Meridionale. I vini prodotti da questa uva sono freschi, aromatici e caratterizzati da una buona acidità[4].

- Blaufränkisch: un vitigno autoctono che produce vini rossi di buona struttura, con aromi fruttati e una leggera speziatura. Questo vitigno è presente soprattutto nella regione dei Piccoli Carpazi[3].

- Welschriesling: diffuso in molte regioni vitivinicole slovacche, questo vitigno produce vini freschi e minerali, con note agrumate e di mela verde[5].

### Vitigni Internazionali
Oltre alle varietà autoctone, la Slovacchia ha adottato con successo numerosi vitigni internazionali, tra cui:
- Chardonnay: uno dei vitigni più diffusi per la produzione di vini bianchi, amato per la sua versatilità e l'adattabilità ai diversi climi[2].

- Pinot nero: vitigno che trova in Slovacchia un ambiente ideale per produrre rossi eleganti, con note fruttate e speziate[7].

## Vini
La Slovacchia è nota per la produzione di vini bianchi freschi, ma la scena vinicola sta evolvendo anche verso la produzione di rossi di alta qualità e vini naturali. L'industria vinicola del paese sta vivendo una rinascita, con un forte focus sulla qualità e sull'esplorazione di metodi di vinificazione sostenibili.

### Vini Bianchi
I vini bianchi slovacchi sono apprezzati per la loro freschezza, eleganza e mineralità grazie al clima più fresco che favorisce l'acidità e la vivacità nei vini. Le principali varietà di uva bianca, come il Grüner Veltliner e il Welschriesling, sono spesso utilizzate per produrre vini che si distinguono per le loro note agrumate, floreali e minerali.

### Vini Rossi
Sebbene la Slovacchia sia tradizionalmente conosciuta per i suoi vini bianchi, negli ultimi decenni sono aumentate le produzioni di vini rossi di alta qualità con varietà come il Blaufränkisch e il Pinot nero che trovano un terreno ideale nel clima continentale del paese. Questi vini si caratterizzano per la loro struttura elegante e il bilanciamento tra frutta, acidità e tannini morbidi.

### Vini Naturali
La Slovacchia ha una crescente scena di vini naturali, con un numero sempre maggiore di produttori che adottano pratiche biodinamiche e senza l'uso di additivi chimici. Questi vini sono spesso meno filtrati, con un'espressione più diretta del terroir e un profilo gustativo unico.

## Normative
La viticoltura in Slovacchia è regolata da una serie di normative e leggi che riguardano la qualità e la denominazione dei vini. Il paese è membro dell'Unione Europea e segue le normative vitivinicole comunitarie, in particolare per quanto riguarda le denominazioni di origine (DOC). Inoltre, la Slovacchia è un membro del sistema di denominazioni di origine controllata (DO) che garantisce la qualità e l'autenticità dei vini prodotti nelle diverse regioni del paese.
Nel 2004 la Slovacchia ha adottato una legge che regola la produzione di vino e la protezione delle denominazioni di origine similmente ad altri paesi europei. Oltre a garantire la qualità, queste normative incoraggiano la sostenibilità e la preservazione delle varietà autoctone. Il Salone del Vino Slovacco (Salon vína) è un evento annuale che celebra i migliori vini del paese e promuove la qualità e la diversità del panorama vitivinicolo slovacco.